# Giuliana Salce
Giuliana Salce (ur. 16 czerwca 1955 w Rzymie) – włoska lekkoatletka specjalizująca się w chodzie sportowym.

## Sukcesy sportowe
- czterokrotna mistrzyni Włoch w chodzie na 5000 metrów – 1982, 1983, 1984, 1987[1]
- mistrzyni Włoch w chodzie na 10 kilometrów – 1984
- siedmiokrotna halowa mistrzyni Włoch w chodzie na 3000 metrów – 1981, 1982, 1983, 1984, 1985, 1986, 1987[2]

| Rok  | Miasto       | Zawody                    | Konkurencja    | Wynik         |
| ---- | ------------ | ------------------------- | -------------- | ------------- |
| 1985 | Paryż        | Światowe igrzyska halowe  | chód na 3000 m | złoty medal   |
| 1987 | Liévin       | Halowe mistrzostwa Europy | chód na 3000 m | srebrny medal |
| 1987 | Indianapolis | Halowe mistrzostwa świata | chód na 3000 m | srebrny medal |

## Rekordy życiowe
- chód na 3000 metrów (hala) –  12:31,57 – Florencja 06/02/1985
- chód na 5000 metrów – 21:35,25 – Werona 19/06/1986
- chód na 10 kilometrów – 47:28 – Rzym 01/09/1987